# Les Mains d'Orlac (film, 1960)
Pour les articles homonymes, voir Les Mains d'Orlac (homonymie).
Pour plus de détails, voir Fiche technique et Distribution.
Les Mains d'Orlac (The Hands of Orlac) est un film franco-britannique réalisé par Edmond T. Gréville, sorti en 1960.

## Synopsis
Pianiste célèbre, Stephen Orlac subit une opération chirurgicale des mains après avoir été victime d'un accident d'avion. Quelques mois plus tard, il se rend compte qu'il n'est plus en mesure de jouer comme auparavant et il finit par se convaincre que les mains d'un autre ont été greffées à la place des siennes. Désemparé, il s'enfuit alors qu'il séjourne sur la Côte d'Azur en compagnie de sa fiancée, Louise. Installé dans un hôtel marseillais, il devient la proie d'un couple, Li-Lang, chanteuse, et Néron, son amant.

## Fiche technique
Sauf indication contraire, les informations mentionnées dans cette section peuvent être confirmées par la base de données cinématographiques IMDb,  présente dans la section « Liens externes ».
- Titre français : Les Mains d'Orlac
- Titre anglais : The Hands of Orlac
- Réalisation : Edmond T. Gréville
- Scénario : Edmond T. Gréville et John Baines d'après le roman de Maurice Renard paru en 1920
- Dialogues : Max Montagut
- Photographie : Jacques Lemare
- Décors : Eugène Piérac
- Son : Robert Biart
- Musique : Claude Bolling
- Montage : Jean Ravel, assisté d'Alain Weber pour la version française.
- Sociétés de production : Riviera International Films - Société Cinématographique des Studios de la Victorine - Pendennis Films
- Pays de production :  France,  Royaume-Uni
- Langues de tournage : français, anglais[1]
- Format : Noir et blanc - 35 mm - Mono
- Tournage : Nice - Studios de la Victorine - Londres
- Genre : Film policier, Film de science-fiction, Film d'horreur, Thriller
- Durée : 105 minutes
- Dates de sortie : 
  - Royaume-Uni : décembre 1960
  - France : 12 avril 1961
- Affiche : Jouineau Bourduge (France)

## Distribution
- Mel Ferrer (VF : Lui-même) : Stephen Orlac
- Lucile Saint-Simon (VF : Elle-même) : Louise
- Dany Carrel (VF : Elle-même) : Li-Lang
- Basil Sydney (VF : Camille Guérini) : Maurice Seidelman
- Christopher Lee (VF : Lui-même) : Néron
- Donald Pleasence (VF : Georges Hubert) : Graham Coates, le sculpteur
- Arnold Diamond (VF : Roland Ménard) : l'habilleur
- Yanilou (VF : Jacqueline Ferrière) : Émilie, la camériste
- Donald Wolfit (VF : Serge Nadaud) : Pr Wolchett (Volcheff en VF)
- Felix Aylmer (VF : Lucien Bryonne) : Dr Francis Cochrane
- Campbell Singer (VF : Jean Berton) : le superintendant Henderson de Scotland Yard

Acteurs non crédités :
- Anita Sharp-Bolster : l'assistante de Wolchett
- George Merritt : le deuxième membre du club

## Autour du film
Le centre Costanzo à Nice, un centre médical, sert de décor au film et y est rebaptisé « Clinique du docteur Volcheff », la clinique parisienne où est opéré Stephen Orlac. Le centre niçois a été sauvé de la démolition après la mobilisation des habitants du quartier, en partie pour avoir servi de décor au film. Le centre est aujourd'hui transformé en un centre d'activité et loisirs Animanice.

## Production

### Bande son
- Dany Carrel interprète (deux fois) la chanson C'est Parti ! accompagnée par l'orchestre de Claude Bolling